# Информативность
Информативность (в теории текста) трактуется в широком смысле как всё содержание сообщения и в узком смысле — как новое знание, имеющееся в тексте. При определении информативности существенную роль играет прагматический аспект, т.е. отношение содержания текста к тому знанию, которым располагает читатель по данному вопросу.
Российский социолог Т.М. Дридзе определяет "информативность" как прагматическую, а значит относительную характеристику текста, которая уже на стадии анализа вводит его в систему связей с множеством предполагаемых интерпретаторов.
Условием информативности текста является его понятность для читателя. При этом полностью знакомый и понятый текст считается безынформативным.
Существует три подхода, используемых при оценке информативности сообщения: 
- синтаксический — разрабатывает приемы оценки информативности знаковых систем безотносительно к их содержанию;
- семантический — предлагает различные варианты оценки содержательной стороны сообщения;
- прагматический — оценивает сообщение в отношении к получателю[1].